# USA:s Grand Prix 1971
USA:s Grand Prix 1971 var det sista av elva lopp ingående i formel 1-VM 1971.

## Resultat
1. François Cévert, Tyrrell-Ford, 9 poäng
2. Jo Siffert, BRM, 6
3. Ronnie Peterson, March-Ford, 4
4. Howden Ganley, BRM, 3
5. Jackie Stewart, Tyrrell-Ford, 2
6. Clay Regazzoni, Ferrari, 1
7. Graham Hill, Brabham-Ford
8. Jean-Pierre Beltoise, Matra
9. Peter Gethin, BRM
10. David Hobbs, Penske-White Racing (McLaren-Ford)
11. Andrea de Adamich, March-Alfa Romeo
12. Chris Amon, Matra
13. Helmut Marko, BRM
14. John Cannon, BRM
15. Mike Hailwood, Surtees-Ford
16. Joakim Bonnier, Jo Bonnier (McLaren-Ford)
17. John Surtees, Surtees-Ford

### Förare som bröt loppet
- Skip Barber, Gene Mason Racing (March-Ford) (varv 52, för få varv)
- Jacky Ickx, Ferrari (49, generator)
- Emerson Fittipaldi, Lotus-Ford (49, för få varv)
- Pete Lovely, Pete Lovely Volkswagen (Lotus-Ford) (49, för få varv)
- Denny Hulme, McLaren-Ford (47, olycka)
- Tim Schenken, Brabham-Ford (41, motor)
- Chris Craft, Ecurie Evergreen (Brabham-Ford) (30, upphängning)
- Henri Pescarolo, Williams (March-Ford) (23, motor)
- Sam Posey, Surtees-Ford (15, motor)
- Nanni Galli, March-Ford (11, hjul)
- Reine Wisell, Lotus-Ford (5, bromsar)
- Peter Revson, Tyrrell-Ford (1, koppling)

### Förare som ej startade
- Mario Andretti, Ferrari
- Mark Donohue, Penske-White Racing (McLaren-Ford)
- Gijs van Lennep, Surtees-Ford